# Welty McCullogh
Welty McCullogh (* 10. Oktober 1847 in Greensburg, Westmoreland County, Pennsylvania; † 31. August 1889 ebenda) war ein US-amerikanischer Politiker. Zwischen 1887 und 1889 vertrat er den Bundesstaat Pennsylvania im US-Repräsentantenhaus.

## Werdegang
Welty McCullogh besuchte die öffentlichen Schulen seiner Heimat und danach das Washington & Jefferson College in Washington (Pennsylvania). Während des Bürgerkrieges war er als Second Clerk beim Provost Marshal im 21. Militärdistrikt von Pennsylvania tätig. Danach studierte er bis 1870 am Princeton College. Nach einem anschließenden Jurastudium und seiner 1872 erfolgten Zulassung als Rechtsanwalt begann er in Greensburg in diesem Beruf zu arbeiten. Er war auch juristisch für die Eisenbahngesellschaft Baltimore and Ohio Railroad tätig.
Politisch wurde McCullogh Mitglied der Republikanischen Partei. Bei den Kongresswahlen des Jahres 1886 wurde er im 21. Wahlbezirk von Pennsylvania in das US-Repräsentantenhaus in Washington, D.C. gewählt, wo er am 4. März 1887 die Nachfolge des Demokraten Charles Edmund Boyle antrat. Da er im Jahr 1888 von seiner Partei nicht mehr zur Wiederwahl nominiert wurde, konnte er bis zum 3. März 1889 nur eine Legislaturperiode im Kongress absolvieren. Nach seiner Zeit im US-Repräsentantenhaus praktizierte McCullogh wieder als Anwalt. Er starb am 31. August 1889 in seiner Heimatstadt Greensburg.